# 波爾克鎮區 (愛荷華州瓦佩洛縣)
波爾克鎮區（英語：Polk Township）是位於美國愛荷華州瓦佩洛縣的一個行政鎮區。

## 地方資料
根據2010年美國人口普查的數據，波爾克鎮區的面積為83.31平方千米，當中陸地面積為83.29平方千米，而水域面積為0.02平方千米。當地共有人口584人，而人口密度為每平方千米7.01人。